# Ecoporanga (geslacht)
Ecoporanga is een kevergeslacht uit de familie van de boktorren (Cerambycidae). De wetenschappelijke naam van het geslacht werd voor het eerst geldig gepubliceerd in 2006 door Napp & Martins.

## Soorten
Ecoporanga is monotypisch en omvat slechts de volgende soort:
- Ecoporanga achira Napp & Martins, 2006